# Uttar Pradesh
Uttar Pradesh (hindi: उत्तर प्रदेश, urdu: اتر پردیش), også kendt under forkortelsen UP, er den arealmæssigt femtestørste og befolkningsmæssigt største delstat i Indien. Centraladministrationen og parlamentet holder til i hovedstaden Lucknow, mens delstatens højesteret sidder i Allahabad.
Uttar Pradesh ligger i det nordlige Indien og havde 166 millioner indbyggere i 2001.

## Byer
- Agra
- Allahabad
- Ayodhya
- Fatepur Sikri
- Ghaziabad
- Lucknow
- Mathura
- Sarnath
- Varanasi
- Vrindavan